# Sliporid-Iwaniwka
Sliporid-Iwaniwka (ukr. Сліпорід-Іванівка) – wieś na Ukrainie, w obwodzie połtawskim, w rejonie łubieńskim, w hromadzie Hrebinka. W 2001 liczyła 569 mieszkańców, spośród których 523 wskazało jako ojczysty język ukraiński, 33 rosyjski, 1 białoruski, a 12 ormiański.